# Tweekleurige fopzwam
De Tweekleurige fopzwam (Laccaria bicolor) is een paddenstoel uit de familie Hydnangiaceae. Hij komt voor op naaldbomen- en struiken. De naam fopzwam geeft al aan dat deze soort moeilijk te herkennen is. Dat geldt zeker voor wat de kleur van de hoed betreft. Een beter kenmerk vormen de lamellen. 

## Kenmerken
De hoed is 2 tot 10 cm in diameter een lichtbruin van kleur met een fijn schilferig oppervlak. De vorm is in het begin gewelfd en later uitgespreid. De paarsroze lamellen zijn aan de steel vastgemaakt of lopen naar beneden. Het dunne vruchtvlees heeft een roze-bruinachtige kleur.